# إلينا أنتونوفا
إلينا أنتونوفا هي متزحلقة كازاخستانية، ولدت في 22 أبريل 1971 في أورال في كازاخستان.

## وصلات خارجية
- إلينا أنتونوفا على موقع الاتحاد الدولي للتزلج (التزلج الريفي) (الإنجليزية)
- إلينا أنتونوفا على موقع أوليمبيديا (الإنجليزية)